# Мелещук Роман Франекович
Роман Франекович Мелещук (1999—2023) — старший солдат Збройних Сил України, учасник російсько-української війни, який відзначився під час російського вторгнення в Україну. Повний кавалер ордена «За мужність».

## Життєпис
Народився 10 вересня 1999 року. Мешкав у с. Чудель (Сарненський район, Рівненська область).
У 2016 році вступив до Львівської Академії Сухопутних військ імені гетьмана Петра Сагайдачного. Не закінчив навчання, забрав документи у 2019 році. 
В березні у віці 22 років почав службу у 47 окремій інженерній бригаді. 
Під час російського вторгнення в Україну служив у лавах Збройних Сил України. 
Загинув 13 листопада 2023 року під час виконання бойового завдання в Донецькій області, н.п. Кліщіївка. 
Похований із почестями в рідному селі Чудель. 

## Нагороди
- орден «За мужність» I ступеня (26.01.2024) (посмертно) — за особисту мужність, виявлену у захисті державного суверенітету та територіальної цілісності України, самовіддане виконання військового обов’язку[3].
- орден «За мужність» II ступеня (7.04.2023) — за особисту мужність, виявлену у захисті державного суверенітету та територіальної цілісності України, самовіддане виконання військового обов’язку[4].
- орден «За мужність» III ступеня (25.10.2022) — за особисту мужність і самовіддані дії, виявлені у захисті державного суверенітету та територіальної цілісності України, вірність військовій присязі[5].